# Розсол
Розсо́л (рос. Рассол) — присілок у складі Верхотурського міського округу Свердловської області.
Населення — 4 особи (2010, 1 у 2002).
Національний склад населення станом на 2002 рік: росіяни — 100 %.